# Semiraramaistan
Semiraramaistan ist eine kleine Insel und Bestandteil der Gruppe der Caluya-Inseln, welche sich in der philippinischen Provinz Antique befindet.

## Lage und Geographie
Die Insel wird im Norden und im Osten von der großen Insel Semirara flankiert. In einer Entfernung von ca. 180 m südlich liegt  Ilugao Island. Die höchste Erhebung der komplett mit Wald überzogenen Insel befindet sich auf 26 m.